# اتحاد جنوب إفريقيا
اتحاد جنوب إفريقيا هو السلف التاريخي لجمهورية جنوب إفريقيا في الوقت الحاضر. ظهر إلى حيز الوجود في 31 مايو 1910 من وحدة من المستعمرات المنفصلة سابقا (كيب تاون، ناتال، ترانسفال ودولة أورانج الحرة.(في أعقاب الحرب العالمية الأولى منح اتحاد جنوب إفريقيا إدارة المستعمرات الألمانية جنوب غرب إفريقيا وبانتداب من عصبة الأمم، وأصبحت تعلاج في معظم النواحي كما لو كانت مقاطعة أخرى في الاتحاد.
تأسس اتحاد جنوب إفريقيا باعتباره تحت سلطان الإمبراطورية البريطانية. ويحكم الاتحاد تحت شكل من أشكال النظام الملكي الدستوري مع العاهل البريطانية التي يمثلها الحاكم العام. وجاءالاتحاد إلى نهايته عندما صدر دستور 1961. في 31 مايو 1961، أصبحت الأمة جمهورية، تحت اسم «جمهورية جنوب إفريقيا».

## الدستور

### الخصائص الرئيسية
كان اتحاد جنوب إفريقيا دولة مركزية، وليس دولة اتحادية مثل كندا وأستراليا، فقد ألغيت كل برلمانات المستعمرات واستبدلت بمجالس المقاطعات. أنشئ برلمان من مجلسين، هما مجلس النواب ومجلس الشيوخ، وانتُخب أعضاء البرلمان في الغالب من قبل الأقلية البيضاء في البلاد. خلال فترة الاتحاد، تغير الامتياز في عدة مناسبات ليناسب بشكل دائم احتياجات الحكومة الموجودة. كانت السيادة البرلمانية اتفاقية من اتفاقيات الدستور، ورثها الاتحاد من المملكة المتحدة، باستثناء الضمانات الإجرائية فيما يتعلق بأقسام الامتياز واللغة، لم تتمكن المحاكم من التدخل في قرارات البرلمان.

### العواصم
بسبب الخلافات حول المكان الذي يجب أن تكون فيه عاصمة الاتحاد، عُمد إلى حل وسط يكون التعامل فيه مع كل مقاطعة بحصة من مزايا العاصمة: إدارة مقر الإدارة في بريتوريا (ترانسفال)، والبرلمان في كيب تاون (مقاطعة كيب)، وقسم الاستئناف في بلومفونتين (ولاية أورانج الحرة)، في حين أن الأرشيف في بيترماريتسبورغ (ناتال). نظرًا لأن جنوب غرب إفريقيا لم تنضم رسميًا كمقاطعة خامسة، فإن عاصمتها ويندهوك لم يُعترف بها رسميًا كعاصمة خامسة للبلاد.

### العلاقة بالتاج
بقي الاتحاد في البداية تحت حكم التاج البريطاني باعتباره سلطة الحكم الذاتي للإمبراطورية البريطانية. مع إقرار تشريع وستمنستر في عام 1931، أصبح الاتحاد والدول الخاضعة للسيطرة الأخرى متساوية في الوضع مع المملكة المتحدة، ولم يعد بإمكان برلمان المملكة المتحدة التشريع نيابة عنهم. كان لهذا تأثير جعل الاتحاد والدول الأخرى ذات السيادة بحكم القانون دول ذات سيادة. أدرج قانون وضع الاتحاد، الذي أقره برلمان جنوب إفريقيا في عام 1934، الأجزاء القابلة للتطبيق من النظام الأساسي لوستمنستر في قانون جنوب إفريقيا، مما يؤكد وضعها كدولة ذات سيادة، وأزال ما تبقى من السلطة التي كان يتعين على وايت هول أن يشرعها لجنوب إفريقيا، بالإضافة إلى أي دور رمزي للتاج في منح موافقته الملكية. طالب الحاكم العام بالتوقيع أو الاعتراض على مشاريع القوانين التي أقرها البرلمان، دون خيار طلب المشورة من لندن.
كان الملك ممثلًا في جنوب إفريقيا من قبل الحاكم العام، في حين أن السلطة الفعلية كانت تمارس من قبل المجلس التنفيذي، برئاسة رئيس الوزراء. عُيّن لويس بوثا، الذي كان سابقًا لواء البوير، أول رئيس وزراء للاتحاد، على رأس ائتلاف يمثل الأفريكانيين البيض ومجتمعات الشتات البريطانية الناطقة بالإنجليزية. أقيمت المحاكمات أمام المحاكم باسم التاج وعمل المسؤولون الحكوميون باسم التاج.

### اللغات
ذكر بند راسخ في الدستور الهولندية والإنجليزية كلغات رسمية في الاتحاد، ولكن تغير بند اللغة الهولندية لاحقًا من خلال قانون اللغات الرسمية للاتحاد لعام 1925 ليشمل الهولندية والأفريكانية.

### الأيام الأخيرة من قانون وإرث جنوب إفريقيا
دعم معظم البيض الناطقين بالإنجليزية في جنوب إفريقيا حزب يان سموتس المتحد، الذي فضل إقامة علاقات وثيقة مع المملكة المتحدة والكومنولث، على عكس الحزب الوطني الناطق باللغة الأفريكانية، الذي كان يحمل مشاعر معادية لبريطانيا ويعارض تدخل جنوب إفريقيا في الحرب العالمية الثانية. كانت بعض المنظمات القومية، مثل أوسيوا براندواج تدعم علنًا ألمانيا النازية خلال الحرب العالمية الثانية.
عارض معظم سكان جنوب إفريقيا الناطقين بالإنجليزية إنشاء جمهورية، وصوّت العديد منهم بـ «لا» في استفتاء 5 أكتوبر 1960. ولكن بسبب العدد الأكبر بكثير من الناخبين الناطقين باللغة الأفريكانية، حصل الاستفتاء، مما أدى إلى إنشاء جمهورية في عام 1961. وبالتالي سحبت الحكومة بقيادة الحزب الوطني جنوب إفريقيا من الكومنولث. بعد نتائج الاستفتاء، دعا بعض البيض في ناتال، التي كانت غالبية سكانها من الناطقين باللغة الإنجليزية، إلى الانفصال عن الاتحاد. قبل خمس سنوات، وقع حوالي 33000 ناتالي على ميثاق ناتال معارضين فيه خطط الجمهورية.
بعد ذلك، أقرت حكومة الحزب الوطني دستورًا ألغى قانون جنوب إفريقيا. بقيت ميزات الاتحاد مع القليل من التغيير موجودة في الجمهورية المشكلة حديثًا. لم يؤثر الاستفتاء بصورة مهمة على قرار التحول من اتحاد إلى جمهورية. وقد أدى القرار إلى جانب إصرار حكومة جنوب إفريقيا على التمسك بسياسة الفصل العنصري التي تنتهجها، إلى طرد جنوب إفريقيا الفعلي من كومنولث الأمم.

### الفصل
تعامل قانون جنوب إفريقيا مع العرق في حكمين محددين. أولًا، رسخ النظام الليبرالي (وفقًا لمعايير جنوب إفريقيا) نظام حق الانتخاب المؤهل لكيب في مستعمرة كيب والذي كان يُطبّق بدون أي اعتبارات عنصرية (على الرغم من وجود القيود الاجتماعية والاقتصادية، لم يكن هناك إمكانية لأي تعبير سياسي حقيقي عن غير البيض). كافح رئيس وزراء كيب في ذلك الوقت، جون إكس ميريمان بشدة، ولكن دون جدوى في النهاية، لتوسيع النظام من الامتياز متعدد الأعراق إلى بقية جنوب إفريقيا.
ثانيًا، جعل «شؤون السكان الأصليين» مسألة تخص الحكومة الوطنية. طُبّق ذلك عبر تعيين وزير لشؤون السكان الأصليين.
وفقًا لستيفن هاو، كان الاستعمار في بعض الحالات (والذي كان أكثر وضوحًا بين الأقليات البيضاء في جنوب إفريقيا) يعني بشكل أساسي أن هؤلاء المستوطنين العنيفين أرادوا الحفاظ على مزيد من عدم المساواة العرقية التي وُجدت في الإمبراطورية الاستعمارية.

## المؤتمر الوطني
كان المؤتمر الوطني عبارة عن مؤتمر دستوري عقد بين عامي 1908 و1909 في ديربان (من 12 أكتوبر إلى 5 نوفمبر 1908)، وكيب تاون (من 23 نوفمبر إلى 18 ديسمبر 1908، ومن 11 يناير إلى 3 فبراير 1909) وبلومفونتين (من 3 إلى 11 مايو 1909). أدت هذه الاتفاقية إلى اعتماد البرلمان البريطاني لقانون جنوب إفريقيا، الذي صادق على الاتحاد. مُثّلت المستعمرات الأربع التي ستصبح جنوب إفريقيا، إلى جانب وفد من روديسيا. اجتمع المندوبون البالغ عددهم 33 خلف أبواب مغلقة، خوفًا من أن تؤدي علاقة عامة بالمندوبين إلى رفض المساومة في المجالات الخلافية. صاغ المندوبون دستورًا من شأنه أن يصبح قانون جنوب إفريقيا، والذي كان دستور جنوب إفريقيا بين عامي 1910 و1961، عندما أصبحت البلاد جمهورية بموجب دستور عام 1961، بعد إجراء بعض التعديلات من قبل الحكومة البريطانية.

## أعلام
- بييت بوتا
- نيل تينانت
- ويندي بيكيت
- هازل ريديك سميث
- ديبورا ليفي